# Castillo de Castellar

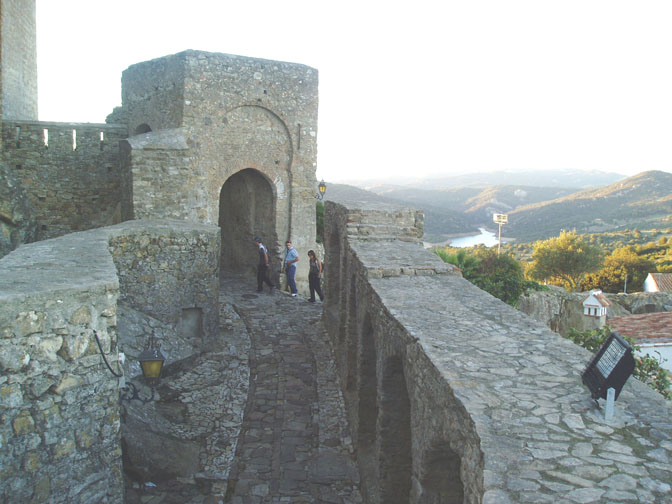
Außenansicht des Castillos

Das Castillo de Castellar ist eine Burg oder ein Kastell bei Castellar de la Frontera nördlich von Algeciras im spanischen Andalusien.  Sie enthält einen Kern, das sogenannte « Alte Kastell » ("Castellar viejo"). Der Ursprung des Kastells soll sich ins 7. Jahrhundert zurückverfolgen lassen. Das Kastell wurde vor dem Jahr 800 von den Mauren benutzt, die über Gibraltar die iberische Halbinsel eroberten.
Das Kastell liegt in den Bergen des Naturparks Parque Natural de Los Alcornocales. Am Eingang des Kastells gibt es Informationen u. a. über den Park.

## Erhaltung und Gebrauch

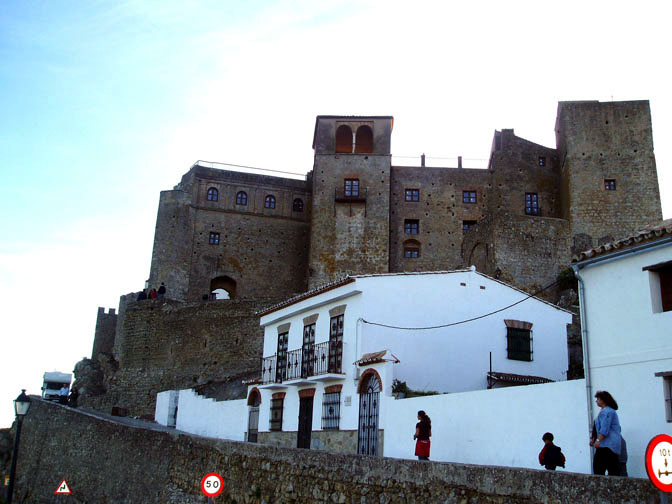
Palast des Marques de Moscoso vor dem Kastell

Seit den 1960er Jahren war das Kastell Ort des Rückzugs künstlerisch bewanderter junger Menschen, u. a. Musiker und Maler etc., die das Kastell zu einer Zeit für sich entdeckten, als es verlassen war und es dort nicht einmal Wasser gab. 
Das Kastell wurde ab 2005 in eine Hotelanlage der Tugasa-Gruppe umgewandelt, die auch das Hotel in Medina Sidonia betreibt. Zusätzlich zum Hotel sind elf kleine Häuser des dem Kastell angeschlossenen Dorfes zu Ferienwohnungen umgewandelt, die auch vom Hotel bewirtschaftet werden. Weiterhin leben auch Künstler dort. Die ehemalige Kirche wurde zu einem Ausstellungs- und Verkaufsraum umgenutzt. Neben Einkaufsmöglichkeiten von Malerei und Kunsthandwerk gibt es auch ein privat betriebenes Restaurant im Kastelldorf.